# École d'ingénieurs forestiers de Pontevedra
Pour un article plus général, voir Campus de Pontevedra.
L’École d'ingénieurs forestiers de Pontevedra est une école d'ingénieurs espagnole fondée en 1990 à Pontevedra et basée sur le campus A Xunqueira.

## Histoire
L'école d'ingénieurs forestiers de Pontevedra a été créée en 1990 par le décret 416/1990 du 31 juillet du ministère régional de l'éducation, dans son article 15, sous le nom d'école universitaire d'ingénieurs techniques des industries forestières. Le même décret a autorisé la délivrance du diplôme d'ingénieur technique des industries forestières à l'école.
La création de l'école d'ingénieurs forestiers dans la ville est étroitement liée à la tradition forestière de Pontevedra. La ville et la région de Pontevedra sont liées au secteur forestier depuis les premières décennies du XXe siècle. La Mission Biologique de Galice a été établie à Pontevedra en 1928 et le centre forestier de Lourizán était situé à Lourizán depuis 1943, année où le conseil provincial de Pontevedra a cédé le palais de Lourizán au ministère de l'éducation pour en faire un centre régional d'enseignement, de recherche et d'expériences forestières, qui est devenu l'école technique supérieure de sylviculture en 1946,.
Le premier programme de l'école d'ingénieurs forestiers du campus universitaire de Pontevedra a été adopté le 16 juillet 1991 et l'école a commencé à fonctionner au cours de l'année universitaire 1991-1992.
Dans un premier temps, l'école a été provisoirement installée dans des locaux cédés par l'école de formation des enseignants de l'E.G.B. (l'ancienne école normale près du fleuve Lérez sur l'Avenue de Buenos Aires) et n'a déménagé dans son siège définitif, un bâtiment propre sur le campus A Xunqueira, qu'en 1996. Le 14 octobre 1995, le bâtiment, conçu par l'architecte José Ramón Rúa Rodríguez, était presque terminé et a été le premier bâtiment construit sur le campus A Xunqueira,.
En 1999, par le décret 216/1999, du 15 juillet, dans son article 3, l'école est devenue l'École universitaire d'ingénierie technique forestière. En 2011, par le décret 14/2011 du 3 février, l'école a été rebaptisée École d' ingénieurs forestiers, nom qu'elle conserve aujourd'hui.
En 2019, le diplôme d'ingénieur forestier de l'école est devenu le quatrième diplôme universitaire galicien à obtenir le label international de qualité EUR-ACE en ingénierie.

## Formations
L'école propose un diplôme d'ingénieur forestier (formation en 4 ans). Les spécialisations proposées sont les industries forestières et l'exploitation forestière.

## Installations
Les services administratifs du campus universitaire de Pontevedra et le lieu de remise et de retrait de la documentation (LERD) du système universitaire galicien sont situés dans l'école des ingénieurs forestiers. L'organisation Erasmus Students Network pour les étudiants Erasmus dispose également d'une antenne à Pontevedra située dans l'école.

## Équipe dirigeante
Le directeur de l'école d'ingénieurs forestiers est Juan Picos Martín et la directrice adjointe est Mª Ángeles Cancela Carral. Le secrétaire est José Manuel Casas Mirás,.

## Activités
L'école organise et accueille diverses activités telles que les Journées galiciennes du patrimoine naturel et de la biodiversité. En novembre 2019, les III Journées galiciennes du patrimoine naturel et de la biodiversité ont eu lieu à l'école avec différentes conférences sur des sujets tels que les marées rouges, la pollution lumineuse, la conservation d'espèces telles que les salamandres ou les ours, ou encore la gestion des forêts et des paysages.

## Culture
Le saint patron de la faculté est Saint Léandre et la faculté célèbre sa fête en avril.

## Galerie

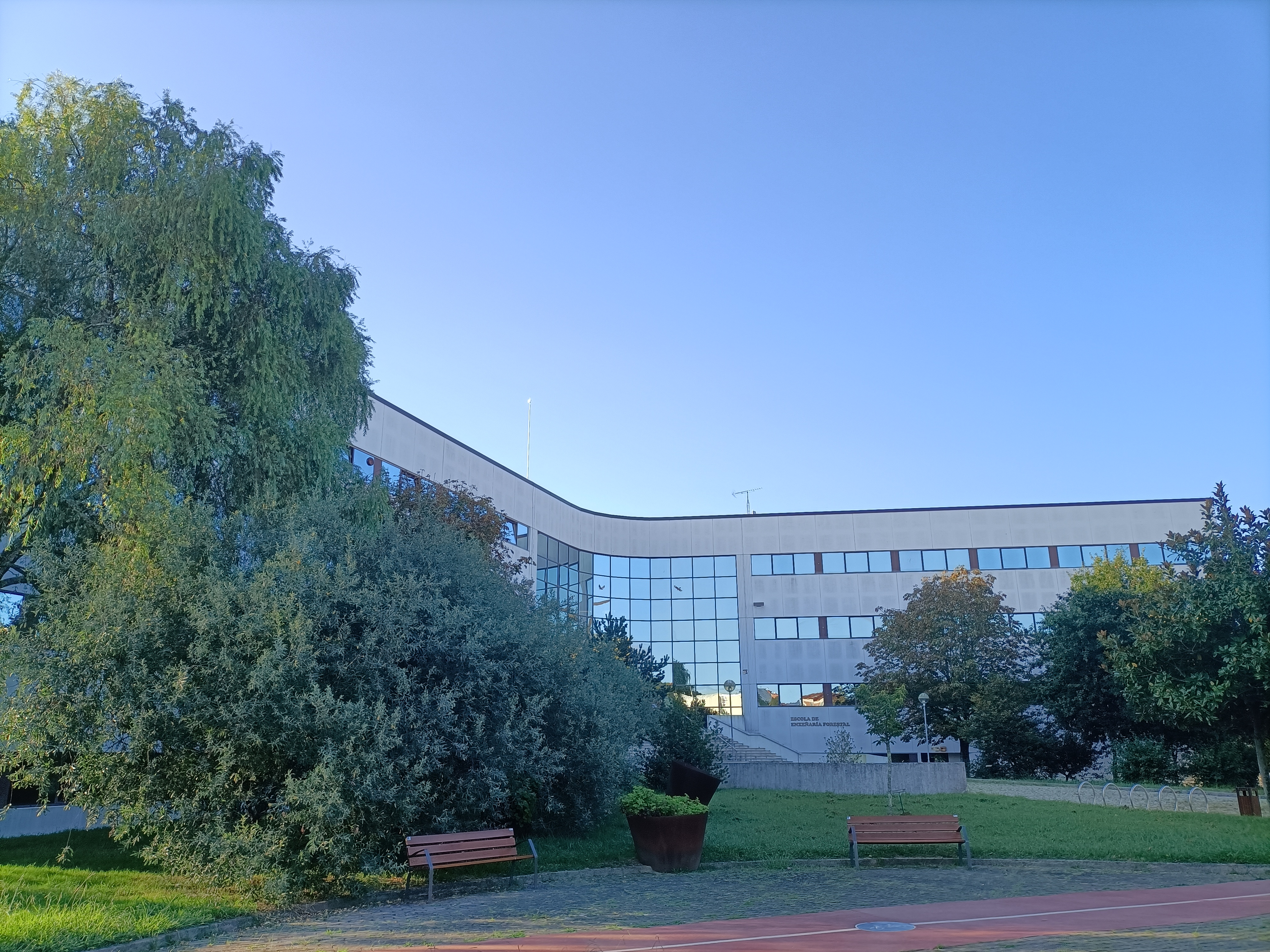
Façade principale (ouest)
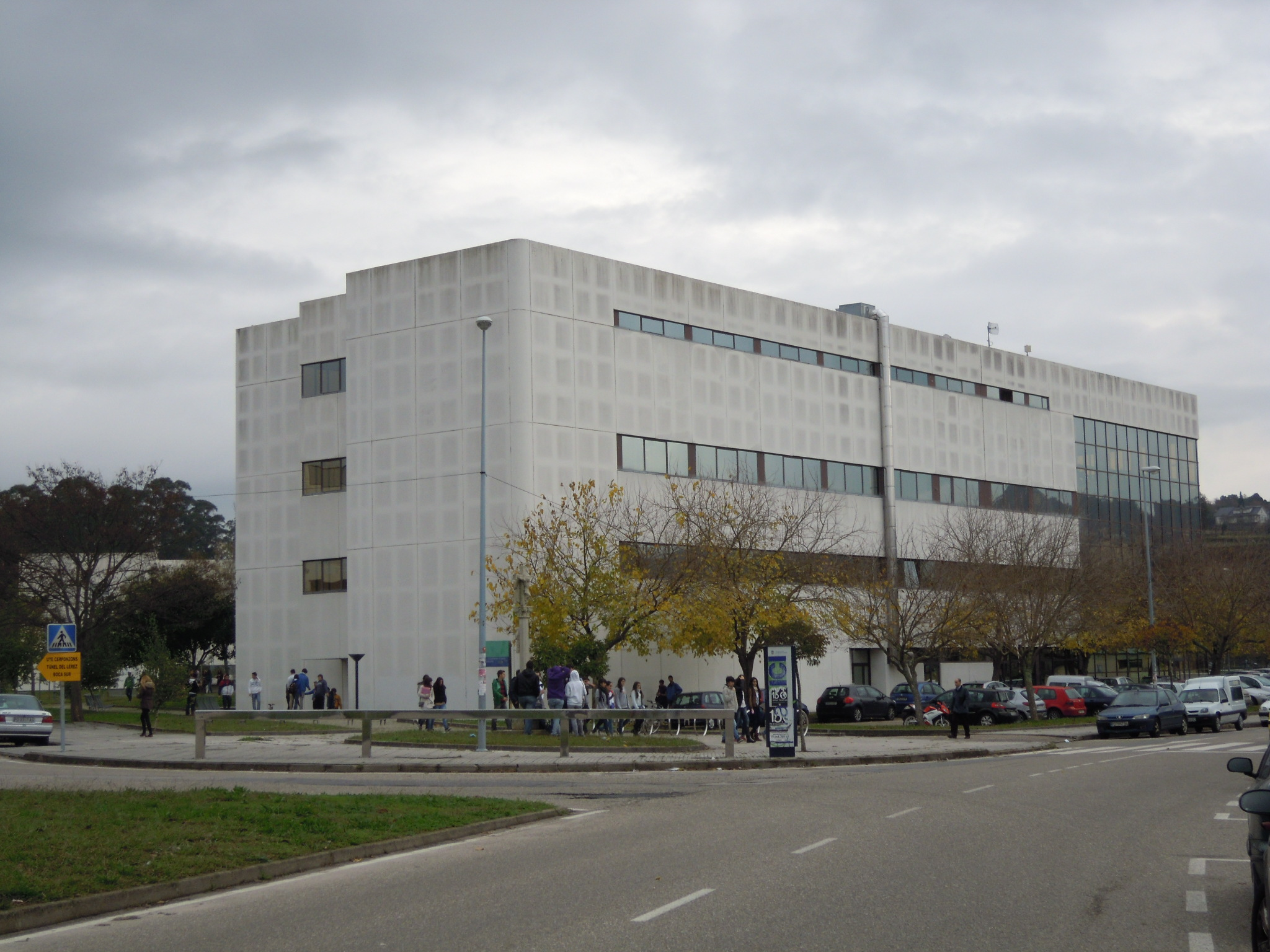
Façade sud-est
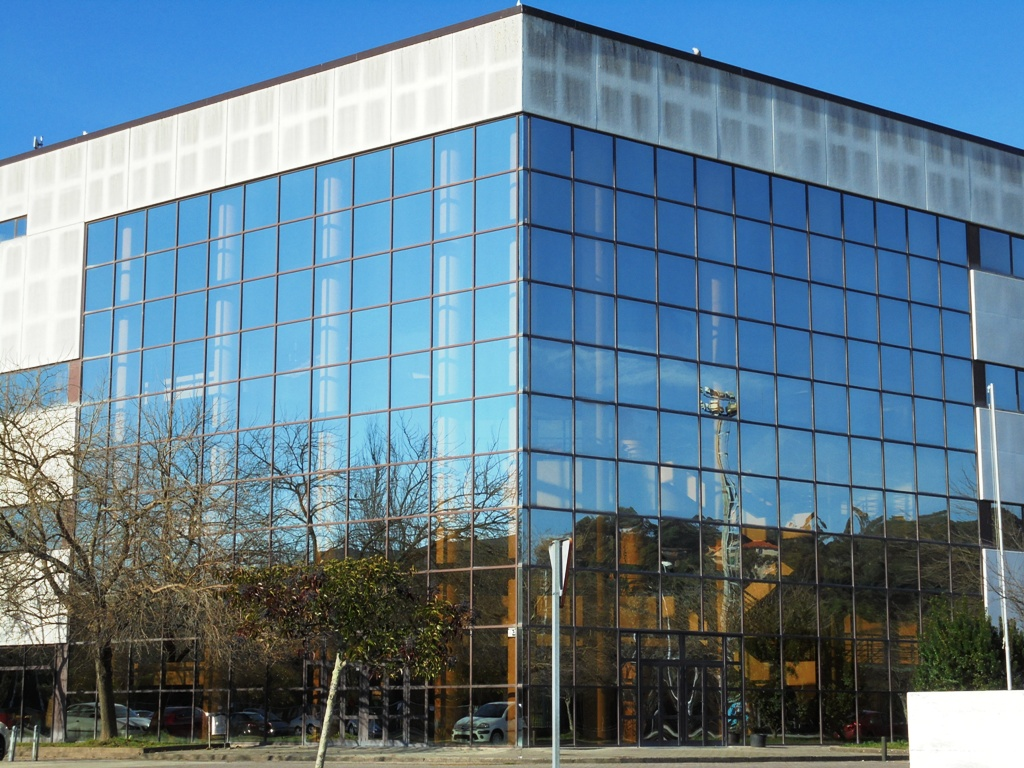
Détail de la façade sud
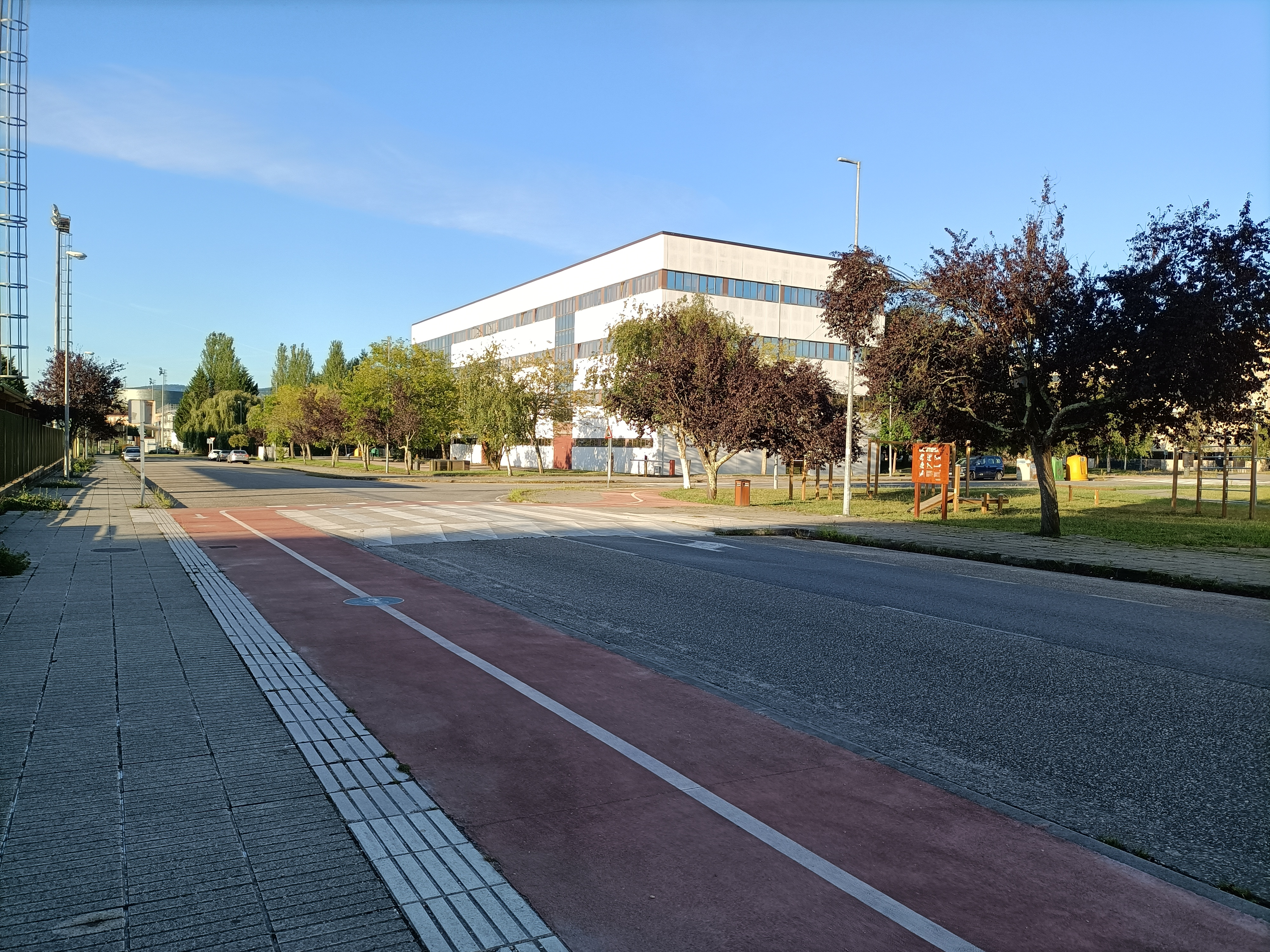
Façades est et nord et piste cyclable